# 苏州思杰马克丁软件
苏州思杰马克丁软件有限公司 （简称思杰马克丁软件）是一家成立于2009年位于江苏省苏州市的軟體代理商，從事商业软件地區代理发行、知识产权代理維護、軟體發行售後等業務。不過實際上，思傑馬克丁被一些合作的軟體廠商及部分网友指出，其獨家軟體販售及售後服務之代理權，是依靠盜版行為和網路打手恫嚇和勒索軟體廠商，然後逼使這些廠商授予該公司而取得的，部分行為有違反中國大陸著作權法之嫌。有些网友指出，一旦该公司代理某款软件，其就会立即清理网上的盗版软件信息。而且，其代理的軟體還有篡改原軟體廠商的數位簽章、掺雜惡意軟體等行為，所代理軟體的售後服務也是飽受批評。一些不堪其擾的軟體開發商也因此決定放棄與其合作、取消其代理權。

## 歷史
2009年12月，公司成立，創始人及最大股東是金勇，另一位創始人是会聲会影的創始人兼執行長陈俊峰。該公司代理的第一款軟體產品也是会聲会影系列。
2016年，公司推出独立垂直B2C平台“麦软商城”，宣称是集自身采购和服务网络于一体的正版软件平台，截至2017年9月宣称累计拥有30万用户。
2017年5月，思杰马克丁成立美国分公司。
2018年5月15日，香港XMind公司宣布收回思杰马克丁的中国大陆地区代理权。
2018年5月17日，思杰马克丁宣布成为Adobe中国授权经销商（后被收回）。
2022年1月10日，思杰马克丁以微软授权经销商的名义，销售Microsoft 365 

## 产品代理
| 类型     | 软件名称                         | 类型                 | 软件名称             |
| -------- | -------------------------------- | -------------------- | -------------------- |
| 视频编辑 | 会声会影                         | 文件工具             | EasyRecovery         |
| 视频编辑 | Vegas                            | 文件工具             | 冰点还原             |
| 视频编辑 | EDIUS                            | 文件工具             | CCleaner             |
| 视频编辑 | BORIS FX                         | 办公应用             | ABBYY FineReader     |
| 视频编辑 | Camtasia                         | 办公应用             | Beyond Compare       |
| 音频编辑 | FL Studio                        | 办公应用             | pdfFactory           |
| 音频编辑 | Guitar Pro                       | 思维导图             | MindManager(Mindjet) |
| 音频编辑 | Overture                         | 思维导图             | iMindMap             |
| 音频编辑 | EarMaster                        | 思维导图             | MindMapper           |
| 音频编辑 | Studio One                       | Mac应用              | CrossOver            |
| 音频编辑 | Boom3d                           | Mac应用              | CleanMyMac           |
| 图像编辑 | CorelDRAW                        | Mac应用              | Paragon NTFS         |
| 图像编辑 | Keyshot                          | Mac应用              | Tuxera NTFS          |
| 图像编辑 | ZBrush                           | Mac应用              | PDF Expert           |
| 图像编辑 | PhotoZoom                        | Mac应用              | Folx                 |
| 图像编辑 | Logo设计师                       | Mac应用              | BetterZip            |
| 图像编辑 | CLIP STUDIO PAINT（优动漫PAINT） | Mac应用              | iMazing              |
| 图像编辑 | Hype                             | 最后编辑：2021-02-04 | 最后编辑：2021-02-04 |
| 教育应用 | MathType                         | 最后编辑：2021-02-04 | 最后编辑：2021-02-04 |
| 教育应用 | ChemDraw                         | 最后编辑：2021-02-04 | 最后编辑：2021-02-04 |

| 类型     | 软件名称        |
| -------- | --------------- |
| 思维导图 | XMind           |
| 图像编辑 | Camtasia Studio |
| 图像编辑 | Snagit          |
| 标签打印 | BarTender       |
| 标签打印 | CODESOFT        |
| 标签打印 | NiceLabel       |
| 远程控制 | Xmanager        |
| 远程控制 | TeamViewer      |
| 教育应用 | 几何画板        |

## 争议

### 版权问题
自思杰马克丁软件公司代理软件以来，就陆续有用户发帖指责该公司代理的软件问题重重。具体表现为数字签名被篡改、版权信息被抹除、原作者官方不承认其代理商身份、售后极差等。对此思杰马克丁软件公司并未做出任何回应。
2017年中旬，有网友发表题为《揭开软件行业毒瘤思杰马克丁的虚伪面纱》的文章，受到众多网站转载，文中批评了思杰马克丁软件公司私自篡改软件数字签名、封杀软件使用教程、抬高售价等。随后遭到思杰马克丁软件公司大规模删帖。
而思杰马克丁宣布代理Adobe公司系列软件后，市面上就出现了Adobe Flash Player中国特供版，该版本包含广告与捆绑安装等恶意行为，用户协议中也声明会收集用户隐私，且用户无法通过安装国际版规避此类行为。

### 微博骂战
2018年5月18日，思杰马克丁在新浪微博发布和Adobe合作的消息，并声称“减少目前市场上存在安全隐患和过时Adobe系列产品的行为”，引起舆论哗然。很多网友因为过去思杰马克丁做的种种劣迹而在评论区中批评。思杰马克丁官方微博在这次事件中和众多网友对骂。